# Konstantyn II (król Armenii Mniejszej)

Herb Konstatyna II, kombinacja herbów Lusignan, królestwa Jerozolimskiego i Cylicji

Konstantyn II właśc. Guy de Lusignan (zm. 17 kwietnia 1344) – król Małej Armenii z dynastii Lusignanów w latach 1342-1344. 
Był synem Izabeli, córki Leona II, króla Małej Armenii (1270-1289) i Amalryka z Tyru. Od 1309 po wyjeździe z Cypru mieszkał wraz z rodziną w Małej Armenii. 
Jego siostra Agnieszka (Maria) (zm. po 1309), poślubiła swego kuzyna króla ormiańskiego Leona IV. Po jego śmierci (1320-1341) w 1342 roku Guy de Lusignan, został koronowany na króla Cylicji jako Konstantyn II. Zarówno Guy ni jego brat Jan, byli uważani za skrajnych zwolenników łacińskich porządków w Małej Armenii i całkowitej dominacji kościoła katolickiego. Jako władca Cylicji starał się forsować obrządek rzymski i wprowadzać tu zachodnie prawa i zwyczaje. Polityka ta była raczej ciepło przyjmowana przez miejscowych możnych, ale nie przez niższe warstwy społeczeństwa. Cylicja w tym okresie została najechana przez mameluków, którzy dążyli ciągle do ekspansji terytorialnej kosztem słabszego sąsiada. Jego następcą był Konstantyn III. 